# ناتالیا سانچس (هنرپیشه)
ناتالیا سانچس (اسپانیایی: Natalia Sánchez‎؛ زادهٔ ۲۷ مارس ۱۹۹۰) خواننده و بازیگر اهل اسپانیا است. وی از سال ۲۰۰۱ میلادی تاکنون مشغول فعالیت بوده‌است.
از فیلم‌ها یا مجموعه‌های تلویزیونی که وی در آن‌ها نقش داشته است، می‌توان به متهم، خانواده سرانو و وارثان زمین اشاره نمود.